# Khâânkhrê Sobekhotep
Khâânkhrê Sobekhotep (aujourd'hui classé comme Sobekhotep II ou IV, précédemment en tant que Sobekhotep Ier) est un roi égyptien de la XIIIe dynastie. 

## Attestations
Le Canon royal de Turin le mentionne à la position 7.15, entre Nedjemibrê et Amenemhat-Renséneb. Il apparaît également dans la Liste de Karnak sous le nom « Khâânkhrê ».
Les attestations contemporaines de Khâânkhrê Sobekhotep comprennent des reliefs provenant d'une chapelle qui se trouvait autrefois à Abydos et un fragment de colonne inscrite. En outre, le nom de Khâânkhrê Sobekhotep apparaît dans une inscription sur un socle de statue en granit qui a fait partie de la collection Amherst et depuis 1982, est au British Museum (exposition BM 69497),. Son règne a probablement été court, de trois à quatre ans et demi.

## Position chronologique
Du fait de la position qui était anciennement admise de Sékhemrê-Khoutaouy Amenemhat-Sobekhotep, en tant que roi postérieur à Khâânkhrê Sobekhotep, ce dernier est nommé Sobekhotep Ier dans les anciennes études, mais à la suite du repositionnement de Sékhemrê-Khoutaouy Amenemhat-Sobekhotep en tant que premier roi de la XIIIe dynastie, ce dernier est devenu Sobekhotep Ier et Khâânkhrê Sobekhotep est devenu Sobekhotep II.
Récemment, Simon Connor et Julien Siesse ont étudié d'un point de vue stylistique les objets se rapportant au roi et affirment qu'il a régné beaucoup plus tard qu'on ne le pensait. Ainsi, Julien Siesse, dans sa chronologie de la XIIIe dynastie, place Khâânkhrê Sobekhotep entre Khâneferrê Sobekhotep (habituellement appelé Sobekhotep IV mais devenant Sobekhotep III) et Khâhoteprê Sobekhotep V, ce qui implique que Khâânkhrê Sobekhotep n'est plus Sobekhotep II mais Sobekhotep IV.

## Durée du règne
Son règne fut probablement très court, trois ou quatre ans.
On donne comme date :
- de -1760 à -1757, selon Jacques Kinnaer[7] ;
- de -1800 à -1797, selon Ottar Vendel ;
- de -1780 à -1777, selon Kim Steven Bardrum Ryholt[1] ;
- jusqu'en -1764, selon Peter A. Piccione ;
- à partir de -1750, selon Nicolas Grimal ;
- de -1741 à -1738, selon Dariusz Sitek ;
- de -1735 à -1733, selon Rolf Krauss, Detlef Franke et Thomas Schneider.